# Giro del Lussemburgo 2009
Il Giro del Lussemburgo 2009, settantatreesima edizione della corsa, si svolse dal 3 al 7 giugno su un percorso di 667 km ripartiti in 4 tappe più un cronoprologo, con partenza e arrivo a Lussemburgo. Fu vinto dal lussemburghese Fränk Schleck della Team Saxo Bank davanti al tedesco Andreas Klöden e all'italiano Marco Marcato.

## Tappe
| Tappa  | Data     | Percorso                                      | km    | Vincitore di tappa | Leader cl. generale |
| ------ | -------- | --------------------------------------------- | ----- | ------------------ | ------------------- |
| Prol.  | 3 giugno | Lussemburgo > Lussemburgo (cron. individuale) | 2,7   | Grégory Rast       | Grégory Rast        |
| 1ª     | 4 giugno | Lussemburgo > Mondorf-les-Bains               | 157,4 | Danilo Napolitano  | Grégory Rast        |
| 2ª     | 5 giugno | Schifflange > Differdange                     | 187,9 | Andy Schleck       | Assan Bazayev       |
| 3ª     | 6 giugno | Wiltz > Diekirch                              | 158,3 | Fränk Schleck      | Fränk Schleck       |
| 4ª     | 7 giugno | Mersch > Lussemburgo                          | 160,4 | Matti Breschel     | Fränk Schleck       |
| Totale | Totale   | Totale                                        | 667   |                    |                     |

## Dettagli delle tappe

### Prologo
- 3 giugno: Lussemburgo > Lussemburgo (cron. individuale) – 2,7 km

| Pos. | Corridore       | Squadra      | Tempo |
| ---- | --------------- | ------------ | ----- |
| 1    | Grégory Rast    | Astana       | 3'46" |
| 2    | Jonathan Hivert | Skil-Shimano | a 2"  |
| 3    | Romain Feillu   | Agritubel    | a 4"  |

| Pos. | Corridore       | Squadra      | Tempo |
| ---- | --------------- | ------------ | ----- |
| 1    | Grégory Rast    | Astana       | 3'46" |
| 2    | Jonathan Hivert | Skil-Shimano | a 2"  |
| 3    | Romain Feillu   | Agritubel    | a 4"  |

### 1ª tappa
- 4 giugno: Lussemburgo > Mondorf-les-Bains – 157,4 km

| Pos. | Corridore         | Squadra      | Tempo    |
| ---- | ----------------- | ------------ | -------- |
| 1    | Danilo Napolitano | Katusha      | 3h48'29" |
| 2    | Steven Caethoven  | Agritubel    | s.t.     |
| 3    | Tom Veelers       | Skil-Shimano | s.t.     |

| Pos. | Corridore       | Squadra      | Tempo    |
| ---- | --------------- | ------------ | -------- |
| 1    | Grégory Rast    | Astana       | 3h52'15" |
| 2    | Jonathan Hivert | Skil-Shimano | a 2"     |
| 3    | Romain Feillu   | Agritubel    | a 4"     |

### 2ª tappa
- 5 giugno: Schifflange > Differdange – 187,9 km

| Pos. | Corridore           | Squadra   | Tempo    |
| ---- | ------------------- | --------- | -------- |
| 1    | Andy Schleck        | Saxo Bank | 5h00'46" |
| 2    | Matti Breschel      | Saxo Bank | s.t.     |
| 3    | Aitor Galdos Alonso | Euskaltel | s.t.     |

| Pos. | Corridore      | Squadra     | Tempo    |
| ---- | -------------- | ----------- | -------- |
| 1    | Assan Bazayev  | Astana      | 8h53'06" |
| 2    | Marco Marcato  | Vacansoleil | a 3"     |
| 3    | Matti Breschel | Saxo Bank   | a 5"     |

### 3ª tappa
- 6 giugno: Wiltz > Diekirch – 158,3 km

| Pos. | Corridore      | Squadra   | Tempo    |
| ---- | -------------- | --------- | -------- |
| 1    | Fränk Schleck  | Saxo Bank | 4h43'31" |
| 2    | Andreas Klöden | Astana    | a 6"     |
| 3    | Matti Breschel | Saxo Bank | a 1'39"  |

| Pos. | Corridore      | Squadra     | Tempo     |
| ---- | -------------- | ----------- | --------- |
| 1    | Fränk Schleck  | Saxo Bank   | 13h36'47" |
| 2    | Andreas Klöden | Astana      | a 4"      |
| 3    | Marco Marcato  | Vacansoleil | a 1'32"   |

### 4ª tappa
- 7 giugno: Mersch > Lussemburgo – 160,4 km

| Pos. | Corridore      | Squadra     | Tempo    |
| ---- | -------------- | ----------- | -------- |
| 1    | Matti Breschel | Saxo Bank   | 4h15'02" |
| 2    | Alexandre Usov | Cofidis     | s.t.     |
| 3    | Marco Marcato  | Vacansoleil | s.t.     |

| Pos. | Corridore      | Squadra     | Tempo     |
| ---- | -------------- | ----------- | --------- |
| 1    | Fränk Schleck  | Saxo Bank   | 17h51'49" |
| 2    | Andreas Klöden | Astana      | a 10"     |
| 3    | Marco Marcato  | Vacansoleil | a 1'32"   |

## Classifiche finali

### Classifica generale
| Pos. | Corridore             | Squadra                      | Tempo     |
| ---- | --------------------- | ---------------------------- | --------- |
| 1    | Fränk Schleck         | Team Saxo Bank               | 17h51'49" |
| 2    | Andreas Klöden        | Astana                       | a 10"     |
| 3    | Marco Marcato         | Vacansoleil Pro Cycling Team | a 1'32"   |
| 4    | Matti Breschel        | Team Saxo Bank               | a 1'34"   |
| 5    | Assan Bazayev         | Astana                       | a 1'59"   |
| 6    | Matteo Carrara        | Vacansoleil Pro Cycling Team | a 2'13"   |
| 7    | Gustav Erik Larsson   | Team Saxo Bank               | a 2'17"   |
| 8    | Emanuele Vona         | ISD-Neri                     | s.t.      |
| 9    | Domenico Pozzovivo    | CSF Group-Navigare           | a 2'20"   |
| 10   | Amets Txurruka Ansola | Euskaltel-Euskadi            | a 2'24"   |